# استیو توسان
استیو توسان (انگلیسی: Steve Toussaint؛ زادهٔ ۲۲ مارس ۱۹۶۵) بازیگر و نویسندهٔ باربادوسی بریتانیایی‌تبار است. او به خاطر بازی در نقش کورلیس ولاریون در سریال تلویزیونی درام فانتزی خاندان اژدها از اچ‌بی‌او و نقش‌های دیگری مانند قاضی درد (۱۹۹۵)، شلیک به سگ‌ها (۲۰۰۵) و شاهزاده پارس: شن‌های زمان (۲۰۱۰) شناخته شده‌است.

## فیلم‌شناسی

### فیلم
| سال  | عنوان                                              | نقش                      | یادداشت                                                                                         |
| ---- | -------------------------------------------------- | ------------------------ | ----------------------------------------------------------------------------------------------- |
| ۱۹۹۵ | آی‌دی                                               | شادول فن                 |                                                                                                 |
| ۱۹۹۵ | قاضی درد                                           | رهبر گروه شکارچی         |                                                                                                 |
| ۱۹۹۵ | به زودی آن را یاد خواهی گرفت: تکنیک آموزش یک به یک | اپراتور دوربین           | فیلم مستند کوتاه؛ انگلیسی: You'll Soon Get the Hang of It: The Technique of One to One Training |
| ۲۰۰۰ | سیرک                                               | بلک                      |                                                                                                 |
| ۲۰۰۱ | سگ سگ را می‌خورد                                    | دارسی                    | انگلیسی: Dog Eat Dog                                                                            |
| ۲۰۰۲ | لحظه عالی                                          | مجری اخبار               | فیلم کوتاه؛ انگلیسی: The Perfect Moment                                                         |
| ۲۰۰۳ | فرمان                                              | کارآگاه نیویورک          |                                                                                                 |
| ۲۰۰۵ | شلیک به سگ‌ها                                       | رولاند                   |                                                                                                 |
| ۲۰۰۷ | پرواز خشمگین                                       | سرهنگ رَچر                |                                                                                                 |
| ۲۰۰۷ | راه بند                                            | گروهبان گرت یانگ         | فیلم کوتاه؛ انگلیسی: Roadblock                                                                  |
| ۲۰۰۸ | تاریخ جهش‌یافتگان                                   | کاپیتان جان مک گوایر     |                                                                                                 |
| ۲۰۰۸ | خطوط شکسته                                         | فیزیو                    | انگلیسی: Broken Lines                                                                           |
| ۲۰۱۰ | شاهزاده پارس: شن‌های زمان                           | سِسو                      |                                                                                                 |
| ۲۰۱۲ | یک خانه عروسک                                      | دکتر رَنک                 | انگلیسی: A Doll's House                                                                         |
| ۲۰۱۴ | تیمارستان                                          | پاول                     |                                                                                                 |
| ۲۰۱۴ | تاریکی                                             |                          | فیلم کوتاه؛ انگلیسی: Darkness                                                                   |
| ۲۰۱۵ | نقطه فروپاشی                                       | رئیس دفتر شماره ۱ اف‌بی‌آی |                                                                                                 |
| ۲۰۱۶ | کاندیدای قابل قبول                                 | سیلوان برادشاو           | فیلم کوتاه؛ همچنین نویسنده؛ انگلیسی: A Viable Candidate                                         |
| ۲۰۱۸ | مرا ببخش پدر                                       | پدر روحانی متیو          | فیلم کوتاه؛ انگلیسی: Forgive Me, Father                                                         |
| ۲۰۱۹ | استادان عشق                                        | بابا                     | انگلیسی: Masters of Love                                                                        |
| ۲۰۲۳ | گازشده                                             |                          | فیلم اصلی آمازون پرایم؛ انگلیسی: Gassed Up                                                      |

### تلویزیون
| سال       | عنوان               | نقش                                     | توضیحات                             |
| --------- | ------------------- | --------------------------------------- | ----------------------------------- |
| ۱۹۹۴      | ماجراهای شرلوک هلمز | استیو دیکسی                             | قسمت: «The Three Gables»            |
| ۱۹۹۹      | حادثه               | مارتین دورن                             | قسمت: «Peace on Earth»              |
| ۱۹۹۹–۲۰۰۹ | شهر هالبی           | چارلز هریسون / شان هورتون / مارتین دورن | ۴ قسمت                              |
| ۲۰۰۲–۲۰۱۰ | پزشک‌ها              | تام دوماسایی / دی.آی. مایک ترنت         | ۱۶ قسمت                             |
| ۲۰۰۳      | قانون مورفی         | سمی                                     | قسمت: «Kiss and Tell»               |
| ۲۰۰۷–۲۰۰۸ | سی‌اس‌آی: میامی       | قاضی هوگو کمپ                           | ۳ قسمت                              |
| ۲۰۰۷–۲۰۱۴ | شاهد خاموش          | ریچارد پارکوود / کشیش فونمی لامبو       | ۴ قسمت                              |
| ۲۰۰۹      | ترفندهای نو         | گرانت لیندون                            | قسمت: «The Last Laugh»              |
| ۲۰۱۰      | اسکینز              | پدر باباجید                             | قسمت: «Thomas»                      |
| ۲۰۱۰      | مأموران مخفی        | فلیکس اوسوبا                            | فصل ۹ قسمت ۲                        |
| ۲۰۱۵      | سربازرس بنکس        | مایکل آزگود                             | ۲ قسمت                              |
| ۲۰۱۵      | توت                 | پادشاه ﺗﻮﺷﺮﺍﺗﺎ                          | ۳ قسمت                              |
| ۲۰۱۶      | آدمکشان میدسامر     | ویکتور کمپبل                            | قسمت: «The Incident at Cooper Hill» |
| ۲۰۱۸      | مرگ در بهشت         | استدمن کینگ                             | قسمت: «The Healer»                  |
| ۲۰۲۰      | دکتر هو             | فیکات                                   | قسمت: «Ascension of the Cybermen»   |
| ۲۰۲۰      | اسمال اکس           | کنت لوگان                               | قسمت: «Red, White and Blue»         |
| ۲۰۲۱      | گناه                | آلن باکستر                              | ۲ قسمت                              |
| ۲۰۲۲      | خاندان اژدها        | لرد کورلیس ولاریون                      | ۱۰ قسمت                             |

### بازی‌های ویدیوئی
| سال  | عنوان                         | نقش         | یادداشت |
| ---- | ----------------------------- | ----------- | ------- |
| ۲۰۱۸ | تکامل دنیای ژوراسیک           | جورج لمبرت  | صدا     |
| ۲۰۱۸ | جهان وارکرفت: نبرد برای آزروث |             | صدا     |
| ۲۰۲۱ | تکامل دنیای ژوراسیک ۲         | جورج لمبرت  | صدا     |
| ۲۰۲۲ | بتلفیلد ۲۰۴۲                  | استاد مهمات | فصل ۲   |

## زندگی شخصی
او از نظر قانونی نام خانوادگی خود را به «توسان» تغییر داد زیرا نام تولدش با یکی از اعضای قبلی اتحادیه بازیگرانش در تضاد بود. او این نام را از توسان لوورتیور، رهبر انقلابی هائیتی انتخاب کرد.
پدرش برای متروی لندن و مادرش به عنوان پرستار کار می‌کرد.
نوشیدنی مورد علاقه او یک ودکا تونیک است.